# 塞拉伦加-达尔巴
塞拉伦加-达尔巴（義大利語：Serralunga d'Alba），是意大利库内奥省的一个市镇。总面积8.44平方公里，人口527人，人口密度62.4人/平方公里（2009年）。ISTAT代码为004218。